# The Good Side
The Good Side è un brano musicale del cantante australiano Troye Sivan, terza traccia del secondo album in studio Bloom, pubblicato il 18 gennaio 2018 dalla Universal Music Australia come singolo promozionale. Il brano è stato scritto dallo stesso cantante in collaborazione con Bram Inscore, Alexandra Hughes, Ariel Rechtshaid, Brett McLaughlin e Jack Latham ed è stato prodotto da Rechtshaid, Inscore e Latham. Nel testo, Troye ammette i suoi sbagli compiuti in una relazione passata, per i quali si scusa.

## Esibizioni dal vivo
Troye ha cantato The Good Side per la prima volta insieme al suo singolo My My My! nella puntata del 20 gennaio 2018 di Saturday Night Live.

## Tracce
Download digitale
1. The Good Side – 4:28

## Formazione
- Troye Sivan – voce
- Ariel Rechtshaid – autore, produttore
- Bram Inscore – autore, produttore
- Jack Latham (Jam City) – autore, produttore
- Manny Marroquin – mixing
- Chris Galland – tecnico mixing
- Robin Florent – tecnico mixing
- Scott Desmarais – tecnico mixing
- Randy Merrill – masterizzazione
- Brett McLaughlin – autore, coro, piano
- Alexandra Hughes (Allie X) – autrice, coro
- Greg Leisz – chitarra